# Ich such dich! (2025)
Ich such Dich! ist ein deutscher Fernsehfilm der Frühling-Filmreihe von Dirk Pientka, der am 16. Februar 2025 erstmals im ZDF ausgestrahlt wurde. Die Erstveröffentlichung erfolgte am 18. Januar 2025 in der Online-Mediathek des ZDF.
Die Dorfhelferin Katja Baumann, gespielt von Simone Thomalla, steht Familien in Notsituationen zur Seite. Es ist der 52. Film einer Reihe, in der es sich um die Einwohner des Ortes Frühling dreht.

## Handlung
Gemeinsam mit ihren Großeltern ziehen Hailey und Paul Lechner zurück nach Frühling. Hailey vermisst ihre Eltern noch sehr, die am Utzelfinger See ihren Hochzeitstag verbrachten und spurlos verschwanden. Sie schwänzt die Schule, um auf der Suche nach ihren Eltern Katja um Hilfe zu bitten. Katja glaubt noch immer an einen Versicherungsbetrug der Eltern, in dem sie ihren  Tod vortäuschen und sich absetzten. 
Lilly erfährt von ihrer Mutter, dass ihr Vater nicht, wie er sagte, in Regensburg wohnt, sondern sich stattdessen am Bahnhof von Läutkirch als Obdachloser aufhält. Lilly macht sich voller Sorge auf die Suche nach ihrem Vater. Von dem ebenfalls obdachlosen Rudi erfährt sie, dass ihr Vater vom Alkohol loskommen wolle und sich abgesetzt habe. Er sehne sich nach früheren glücklichen Tagen am Utzelfinger See. Lilly befürchtet, ihr Vater habe sich dort etwas angetan und macht sich dort weiter auf die Suche. Nachdem sie und Adrian am Ufer sein Portemonnaie fanden, rufen die beiden die Polizei. Die Suche bleibt erfolglos, doch findet die Polizei stattdessen das vermisste Ehepaar Lechner, die Eltern von Hailey und Paul, tot im See.
Katja macht sich unendliche Vorwürfe, dass sie den Lechners einen gemeinschaftlichen Versicherungsbetrug vorwarf, wobei das Ehepaar unschuldig bei einem Unglück ertrank.

### Nebenhandlungen
Frau Niedermayer trauert um ihren Hund Lumpi.
Amelie befürchtet, Lilly wäre sauer auf sie, da sie von Lilly eindeutig ignoriert wurde. Adrian und Amelie würden zu sehr miteinander flirten. Amelie meint, das müsse aufhören. Lilly hingegen ist jedoch vollkommen auf die Suche nach ihrem Vater fixiert.
Katja besucht Ida Götter im Krankenhaus, die gerade ihre Drillinge auf die Welt brachte. Ida befürchtet, dass ihr Mann Konstantin unglücklich mit seiner Familiensituation wäre. Immerhin haben die beiden zuvor bereits Zwillinge bekommen und nun gehören fünf Kinder zum Hause der Götters.

## Rezeption

### Einschaltquoten
Die Free-TV-Premiere am 16. Februar 2025 im ZDF verfolgten 4,71 Mio. Menschen.